# Money Talks (película de 1997)
Money Talks (titulado El dinero es lo primero en España y Dinero fácil en Hispanoamérica) es una comedia de acción estadounidense de 1997 dirigida por Brett Ratner y protagonizada por Chris Tucker y Charlie Sheen.

## Argumento
Franklin Hatchett (Chris Tucker) es un trabajador de un taller de autolavado de coches que se gana la vida revendiendo entradas para todo tipo de eventos que acaba siendo arrestado por error y esposado junto a Raymond Villard (Gerard Ismael), un peligroso contrabandista de origen francés con el que consigue escapar durante el traslado de presos a una cárcel de máxima seguridad después de que el vehículo que los transportara acabase emboscado por sus hombres. Cuando huyen a bordo de un helicóptero preparado. No obstante, Franklin decide saltar a las aguas del puerto cuando Villard pretende matarle para que no haya testigos puesto que los demás presos y los agentes habían muerto durante el asalto.
Para más inri la situación empeora cuando los medios de comunicación informan del suceso y le acusan de ser uno de los responsables del atentado. Decidido a arreglar el lío, recurre a James Russell (Charlie Sheen), un periodista sensacionalista que le entrevistó momentos antes de ser detenido cuando este pretendía informar sobre la delincuencia en los suburbios de Los Ángeles y que está prometido. Sin embargo los dos acaban involucrados en un robo de diamantes cuando alquilan un vehículo a nombre del propio Villard siendo perseguidos los dos por la policía y los contrabandistas mientras intentan demostrar su inocencia.

## Reparto
| Actor               | Personaje               |
| ------------------- | ----------------------- |
| Chris Tucker        | Franklin Hatchett       |
| Charlie Sheen       | James Russell           |
| Gerard Ismael       | Raymond Villard         |
| Heather Locklear    | Grace                   |
| Elise Neal          | Paula                   |
| Michael Wright      | Aaron                   |
| Paul Sorvino        | Tony Cipriani           |
| Larry Hankin        | Roland                  |
| Paul Gleason        | Ten. Bobby Pickett      |
| Frank Bruynbroek    | Dubray                  |
| Veronica Cartwright | Connie Cipriani         |
| Damian Chapa        | Carmine                 |
| Faizon Love         | Gay Cellmate            |
| David Warner        | Barclay (Jefe de James) |

## Recepción y taquilla
La película recibió críticas negativas. En la website Rotten Tomatoes obtuvo un 16% de nota en un total de diecinueve críticas. En cuanto a la recepción, Chris Tucker fue nominado a un Razzie al Peor Actor de 1997
En la primera semana de estreno la película empezó en segundo lugar y recaudó 48 millones de dólares a nivel internacional.